# João Nuno Brochado
João Nuno Brochado (* 3. Oktober 1983 in Porto) ist ein portugiesischer Filmschaffender, der als Dokumentarfilmer bekannt wurde.

## Leben
Brochado stammt aus einer Künstlerfamilie und interessierte sich bereits als Jugendlicher für Film. 2001 begann er ein Studium an der Kunstschule (Escola das Artes) der Katholischen Universität in seiner Heimatstadt Porto, wo er 2006 den Studiengang Ton und Bild mit Schwerpunkt Film abschloss. Im gleichen Jahr folgten ein Lehrgang an der New York Film Academy und ein  Praktikum bei der Filmgesellschaft Utopia Filmes in Lissabon.

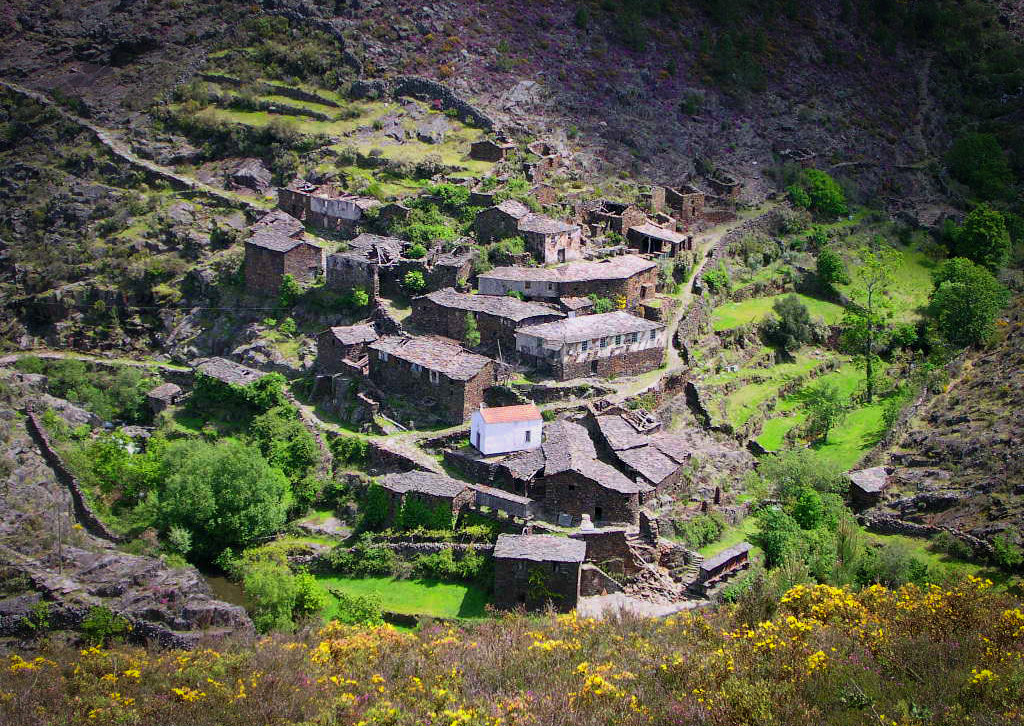
Das von Brochado 2014 in „Uma Montanha do Tamanho do Homem“ porträtierte Dorf Drave, Foto von Brochado selbst (2003)

2007 gründete Brochado mit drei Freunden in Porto die Produktionsfirma Cimbalino Films. Neben Filmproduktionen stellt Cimbalino vor allem Werbespots, aber auch Musikvideos her, darunter Live-Videos von Namen wie Ana Moura oder Os Azeitonas und Clips u. a. für Popsänger David Fonseca, die Band GNR oder die junge Fado-Sängerin Gisela João.
Für den öffentlich-rechtlichen Fernsehsender RTP drehte Brochado zwischen 2008 und 2014 die Serie Não Linear. In 69 Folgen stellte er in jeweils 30 Minuten die innovativsten und kreativsten Projekte vor, die Studenten an der Escola das Artes entwickelten, an der er selbst Student war.
Sein dokumentarischer Kurzfilm Tóquio Porto 9 horas lief auf einigen Kurzfilmfestivals, insbesondere dem Doclisboa und dem Caminhos do Cinema Português, wo er einen ersten Preis erhielt.
Sein erster Langfilm wurde 2014 der erfolgreiche Uma Montanha do Tamanho do Homem. Brochado erzählt darin die Geschichte des „magischen Dorfes“ Drave, dass seit den späten 1980er Jahren langsam ausstarb und seit 2000 vollends unbewohnt ist, aber weiterhin in Stand gehalten wird und große Anziehungskraft ausübt.

## Filmografie
- 2006: Paraíso Fiscal (Kurzfilm)
- 2008: Tóquio Porto 9 horas (Kurzfilm)
- 2008–2014: Não Linear (TV-Serie)
- 2011: Até ao Mar (Kurzfilm)
- 2014: Uma Montanha do Tamanho do Homem